# كاي دارا الثاني

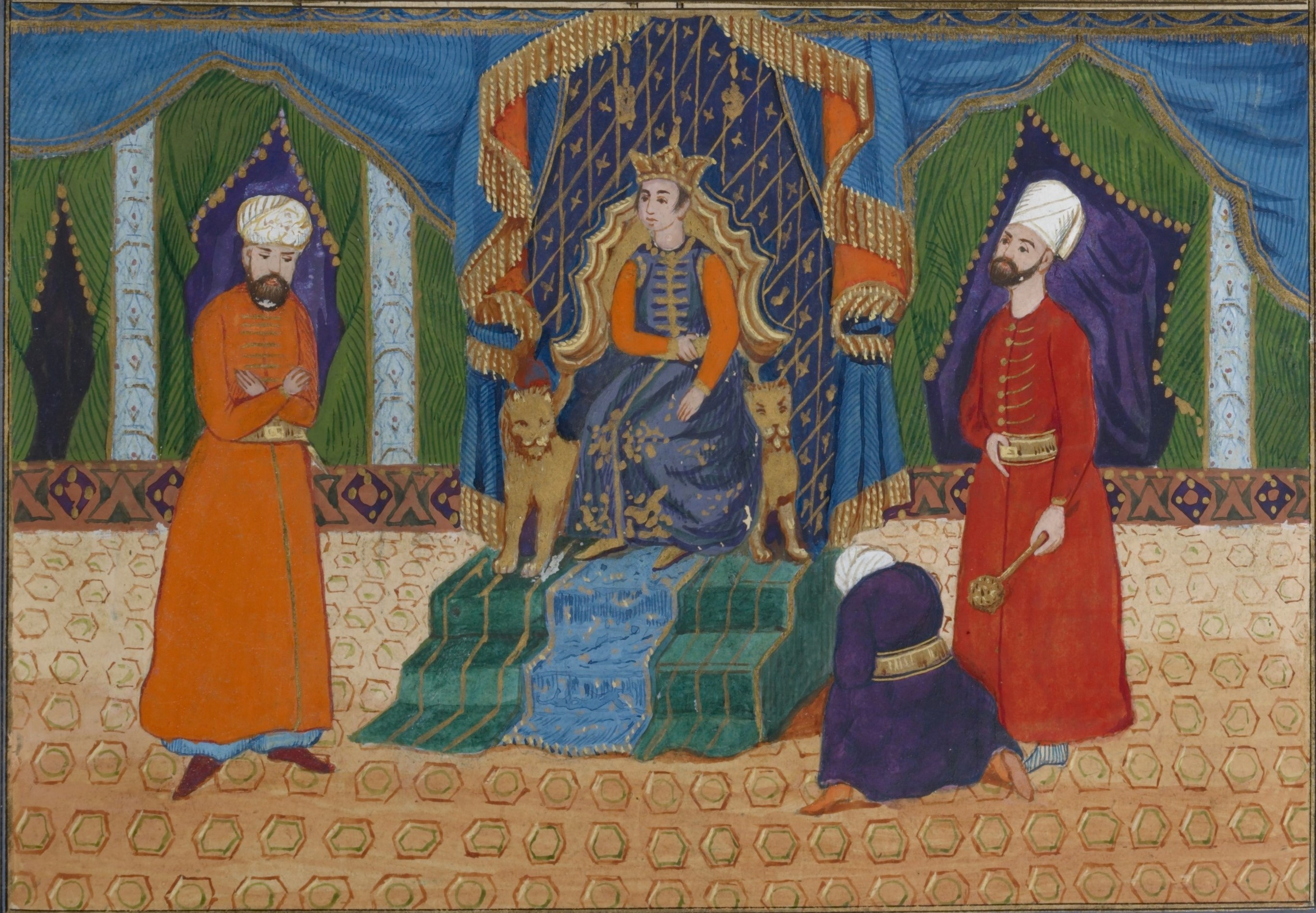
رسم توضيحي لشاهنامة من القرن السابع عشر لدارا الثاني جالسًا على عرشه

دارا الثاني أو داراب الثاني كان آخر ملوك السلالة الكيانية الأسطورية، وحكم لمدة تتراوح بين 14 و16 عامًا. يرتبط عمومًا بالملك الحقيقي داريوس الثالث (حكم. 336–330 قبل الميلاد)، آخر ملوك الإمبراطورية الأخمينية.  في الأدب الفارسي الأوسط والسجلات الإسلامية، يُعرف عمومًا باسم "دارا"، بينما يُعرف باسم "داراب" في النثر الفارسي الجديد داراب نامه و "إسكندر نامه". كان ابن وخليفة دارا الأول.
وفقًا للتقاليد المبكرة، كانت والدة دارا الثاني هي مهناهيد، ابنة هزارمرد، بينما تشير التقاليد اللاحقة إليها باسم تامروسيا، وهي امرأة يونانية كانت ابنة فاستابيكون والزوجة السابقة لملك عُمان. كان دارا الثاني الأخ غير الشقيق للإسكندر (الإسكندر الأكبر)، الذي تمرد بعد رفضه دفع الجزية. أثناء التمرد، اغتيل دارا الثاني على يد وزرائه مهيار وجانوشيار ( بيسوس ونبرزان [الإنجليزية]). كان لديه ثلاثة أبناء، عشق، وأردشير، وثالث، اسمه غير مؤكد. أسس سلالة الساسانيين في إيران (224-651) نسبه يعود إلى دارا الثاني من خلال ابن يُدعى ساسان (يُطلق عليه "الأكبر"). كما ادعت أسرة إسباهبودهان، أحد العشائر السبع العظيمة في إيران، أنه ينحدر من دارا الثاني من خلال سلالتهم الفرثية. ادعى الحاكم الصفوي إسماعيل الأول (حكم 1501-1524) أنه تجسيد للنور الإلهي للتنصيب (كورنه [الإنجليزية]) الذي انبعث في دارا الثاني. مع أن الحاكم الصفوي إسماعيل الأول من أصول تركية إلا أن هذا الادعاء كان لإضفاء الشرعية.
يعود الفضل إلى دارا الثاني في تأسيس مدينة دارا في بلاد ما بين النهرين، وفي بعض الروايات مدينة داراب في فارس.